# 光化门广场
光化门广场（韓語：광화문광장）是一个在韩国首尔市钟路区世宗大路的广场。
广场于2009年8月1日由首尔市政府开放，作为城市环保改造项目计划的一部分，类似的有清溪川和首尔广场。
广场设有朝鲜王朝水軍將領李舜臣的雕像和世宗大王像。广场亦容许示威集会，由於广场鄰近青瓦台，民眾会聚集於此舉行集会抗议政府。朴槿惠彈劾案期間，數十万民眾每星期六在此舉行集会抗议。

## 交通

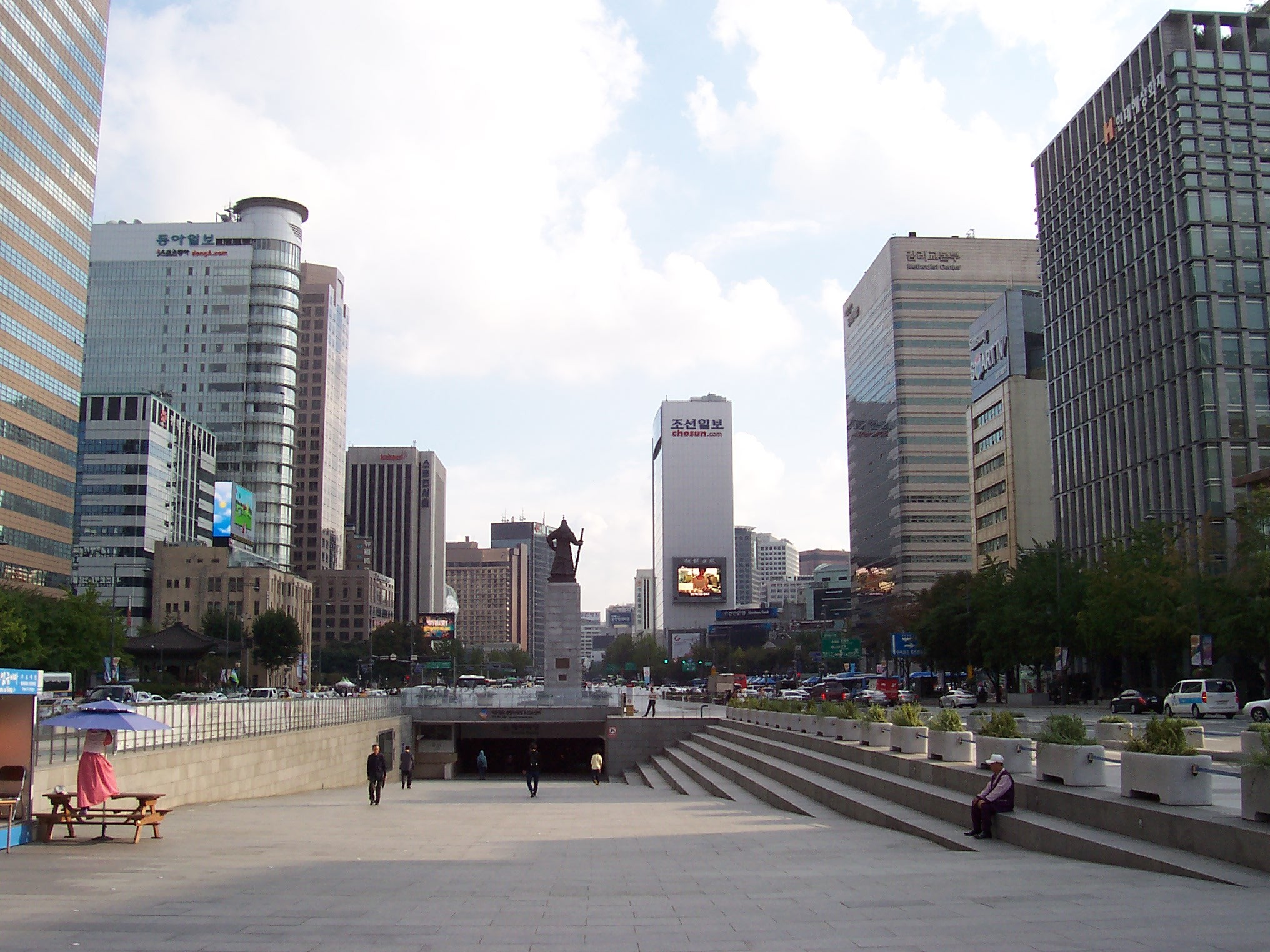
通往广场的地下通道

●首都圈電鐵5號線光化门站9号出口设置了通往广场的地下通道。